# Renato Marchiaro
Renato Marchiaro (Bra, 16 febbraio 1919 – Nizza, 25 dicembre 2017) è stato un calciatore e partigiano italiano, di ruolo attaccante.
Nella sua carriera giocò in Prima Divisione con la Juventus e il Liguria, totalizzando 8 presenze ma nessun gol e trascorse la maggior parte della carriera in Francia.

## Biografia
Durante la Seconda guerra mondiale, a seguito del proclama Badoglio dell'8 settembre 1943 si unì alla Resistenza unendosi alla "Banda Vian" guidata da Ignazio Vian con il nome di battaglia di "Fede" e fu uno dei pochi sopravvissuti all'eccidio di Boves. Successivamente si unì alle Brigate Garibaldi.
Durante la sua militanza nel Nizza incontrò la sua futura moglie e al termine della sua carriera agonistica tornò nella città della costa Azzurra, ove, dopo aver lavorato per una compagnia petrolifera, comprò l'Hôtel des Mimosas.
È morto a Nizza nel 2017 all'età di 98 anni.

## Caratteristiche tecniche
Entrò nelle giovanili della Juventus, dove però a causa delle sue buone qualità tecniche e della sua ottima velocità fu trasformato in una ala destra.

## Carriera
Entrò nelle giovanili della Juventus nel 1934 dopo aver superato un provino. Esordì in bianconero nel pareggio casalingo per 1-1 contro la Lucchese il 29 gennaio 1939. Una settimana dopo contrasse però la polmonite che lo tenne lontano dai campi per due mesi. Fu ceduto al Venezia poiché volse il servizio di leva in Marina nella città lagunare.
Si trasferì in seguito in altre squadre italiane quali lo Schio e il Liguria, club nel quale subì un brutto infortunio rompendosi tibia e perone e che interruppe quindi per un lungo periodo la sua carriera sportiva. In totale nella massima serie professionista totalizzò 8 presenze ma nessun gol.
Riprese la carriera agonistica in Francia nel 1946. Giocò nell'Antibes, nel Nizza e nell'Olympique Alès, totalizzando nel periodo francese 44 presenze e 13 gol. 
Rimase particolarmente legato al club nizzardo tanto da essere nel 2004 uno dei cento giocatori invitati per festeggiare il centanario della squadra.
Successivamente tornò in Italia nella Biellese nel 1949, con cui giocò 20 partite realizzando 5 reti nel girone A della Serie C. Giocò ancora una stagione in una squadra portoghese, il Belenenses, giocando sette incontri con due reti, e finì la sua carriera con l'Angers, squadra francese dove accumulò 9 presenze, segnando le sue 2 ultime reti.
Lasciato il calcio giocato divenne l'allenatore del Cavigal de Nice.